# Monte Antico
Monte Antico is een plaats (frazione) in de Italiaanse gemeente Civitella Paganico.
Het frazione is verdeeld in twee locaties: Monte Antico Scalo, waar het station en de moderne dorp, en Monte Antico Alto, waar is het oude dorp, met zijn kasteel uit 1000.